# Municipio de Elk (condado de Clarion)
El municipio de Elk (en inglés: Elk Township) es un municipio ubicado en el condado de Clarion en el estado estadounidense de Pensilvania. En el año 2000 tenía una población de 1.519 habitantes y una densidad poblacional de 18.7 personas por km².

## Geografía
El municipio de Elk se encuentra ubicado en las coordenadas 41°16′23″N 79°28′07″O / 41.27306, -79.46861.

## Demografía
Según la Oficina del Censo en 2000 los ingresos medios por hogar en la localidad eran de $38,333 y los ingresos medios por familia eran de $42,202. Los hombres tenían unos ingresos medios de $29,500 frente a los $19,345 para las mujeres. La renta per cápita de la localidad era de $16,883. Alrededor del 6,0% de la población estaba por debajo del umbral de pobreza.